# Johann Kaspar Gutberlet
Johann Kaspar Gutberlet und (latinisiert) auch Caspar(us) Gutberlet (* 13. April 1748 in Hilders; † 16. September 1832 in Würzburg) war ein deutscher Mediziner und Anatom, fürstbischöflicher Leibarzt und Professor der Gerichtsmedizin in Würzburg.

## Leben
Nach dem Medizinstudium in Würzburg bei Elias Adam Papius und der Promotion 1773 wurde Kaspar Gutberlet Oberamtsphysikus in Lohr a. Main. Später wirkte er als Hofrat und fürstbischöflicher Leibarzt sowie auch als außerordentlicher Professor für Pathologie an der Universität von Würzburg. 
An der  Universität von Würzburg, wo bereits 1564 im Auftrag des Fürstbischofs Friedrich von Wirsberg Leichenöffnungen zur Feststellung der Todesursache stattfanden, führte Johann Kaspar Gutberlet im  Juni 1779 spezielle Vorlesungen in forensischer Medizin ein und war somit als Extraordinarius der erste offizielle Lehrbeauftragte für das Fach Gerichtsmedizin. Mit seinem Lehrer Carl Caspar von Siebold führte er 1795 die Obduktion des Fürstbischofs Franz Ludwig von Erthal durch. Ab 1782 war Gutberlet erster Ordinarius für Gerichtsmedizin der Universität Würzburg.
Vorlesungen über „Gerichtliche Arzneywissenschaft“ in deutscher Sprache kündigte er seit 1791 an.
Gutberlet wirkte 1792 mit, als Christoph Siebold und dessen Vater Carl Caspar von Siebold sowie Hermann Joseph Brünninghausen einen Kaiserschnitt „mit Erhaltung des lebendigen Kindes“ vor dem 25 Stunden später eintretenden Tod der zuvor in die Operation einwilligenden Mutter durchführten. Mit seinem Lehrer Carl Caspar von Siebold führte er 1795 die Obduktion (Leichenöffnung) des Fürstbischofs Franz Ludwig von Erthal in der Würzburger Residenz durch. Mit Siebold, Gabriel Heilmann und Johann Georg Pickel hatte Gutberlet bereits 1793 ein Gutachten zur Scheintodfrage verfasst, in dem Salmiakgeist, Tabakrauch-Klistiere und „durch die Brust abgegebene elektrische Erschütterungen“ zur Wiederbelebung empfohlen werden.

## Schriften
- Dissertatio Inauguralis Medica. De divisione morborum. Nitribitt, Würzburg 1773 (Digitalisat).